# Anoplodermatini
Anoplodermatini es una tribu de coleópteros, superfamilia Chrysomeloidea, familia Cerambycidae.

## Géneros
Comprende las siguientes géneros:
- Acanthomigdolus Bruch, 1941
- Anoploderma Guérin-Méneville, 1840
- Cherrocrius Berg, 1898
- Migdolus Westwood, 1863
- Paramigdolus Dias, 1986
- Sypilus Guérin-Méneville, 1840